# بوگاندا
بوگاندا یک کشور سابق در اوگاندا است.

## خصوصیات
بوگاندا ۶۱٬۴۰۳٫۲ کیلومترمربع مساحت و ۶٬۵۷۵٬۴۲۵ نفر جمعیت دارد و ۱٬۲۰۰ متر بالاتر از سطح دریا واقع شده‌است.